# Baiyankamys habbema
Baiyankamys habbema és una espècie de mamífer rosegador de la família dels múrids. És endèmic d'Indonèsia, on viu a altituds d'entre 2.800 i 3.600 msnm. El seu hàbitat natural són les zones humides subalpines. És una espècie en risc mínim, és a dir, no sembla que hi hagi cap amenaça significativa per a la seva supervivència. El seu nom específic, habbema, es refereix al llac Habbema.